# Selbach (Nohfelden)
Selbach ist ein Ortsteil der Gemeinde  Nohfelden im Saarland. Nahe dem Dorf liegt in westlicher Richtung die Nahequelle und in südlicher Richtung die Bliesquelle.  Der Ortsname ist davon aber unberührt, der könnte von dem alten Wort Seli für Wiese abstammen. Das Wahrzeichen des Ortes ist die Katharinenkapelle.

## Geschichte
Das Dorf gehörte in historischer Zeit, sowohl von der Hochgerichtsbarkeit als auch kirchenrechtlich, zu dem benachbarten Ort Neunkirchen. Selbach mit dem ursprünglich zu Theley gehörenden Hofgut Imsbach gehörte von 1817 bis 1937 zum oldenburgischen Fürstentum Birkenfeld. Das Hofgut Imsbach verblieb nach 1937 bei Selbach und kam am 1. Januar 1974 im Zuge der Gebiets- und Verwaltungsreform zur Gemeinde Tholey, zu welcher nun der Ortsteil Theley gehörte, zurück. Selbach wurde ein Teil der Gemeinde Nohfelden.